# Bulen (woreda)
Pour les articles homonymes, voir Bulen.
Bulen est un woreda de la zone Metekel de la région Benishangul-Gumuz, à l'ouest de l'Éthiopie. Le woreda a 45 523 habitants en 2007. Il porte le nom de son chef-lieu.

## Situation
Le woreda Bulen est bordé au sud par le Nil Bleu et le woreda Yaso de la zone Kamashi tandis que ses autres voisins font partie comme lui de la zone Metekel.
|         | Dangur | Mandura |
| Wenbera | Bulen  | Dibate  |
|         | Yaso   |         |

Le chef-lieu, Bulen, se trouve à 1 698 m d'altitude[réf. souhaitée] et à environ 35 km de Dibate par la route, près de la limite du woreda.
Il tiendrait son nom du mont Bulan, un sommet relativement peu élevé de l'est du woreda.

## Histoire
Comme toute la zone Metekel, le territoire du woreda faisait partie avant 1995 de l'awraja Metekel dans la province du Godjam.

## Population
Au recensement de 2007, le woreda a 45 523 habitants et 86 % de la population est rurale.
Avec une superficie de 2 858 km2[réf. souhaitée], le woreda a en 2007 une densité de population de 16 personnes par km2 ce qui est supérieur à la moyenne de la zone.
En 2020, la population du woreda est estimée, par projection des taux de 2007, à 60 200 personnes.